# Gut Hemmelmark
Gut Hemmelmark ist eine Ortschaft in Barkelsby bei Eckernförde in Schleswig-Holstein. Bis 1928 bildete der Gutsbezirk Hemmelmark eine eigenständige Gemeinde. Das Herrenhaus Hemmelmark wurde 1903/04 errichtet. Etwas östlich liegt der Hemmelmarker See. Der See und die ihn umgebenden Wälder und Strandbereiche sind seit Juni 2004 das NATURA 2000-Schutzgebiet FFH-Gebiet Hemmelmarker See. Die Ländereien einschließlich der Gutsgebäude südlich der Waabser Chaussee befinden sich seit dem 21. Juni 2002 im Landschaftsschutzgebiet Schwansener Ostseeküste.

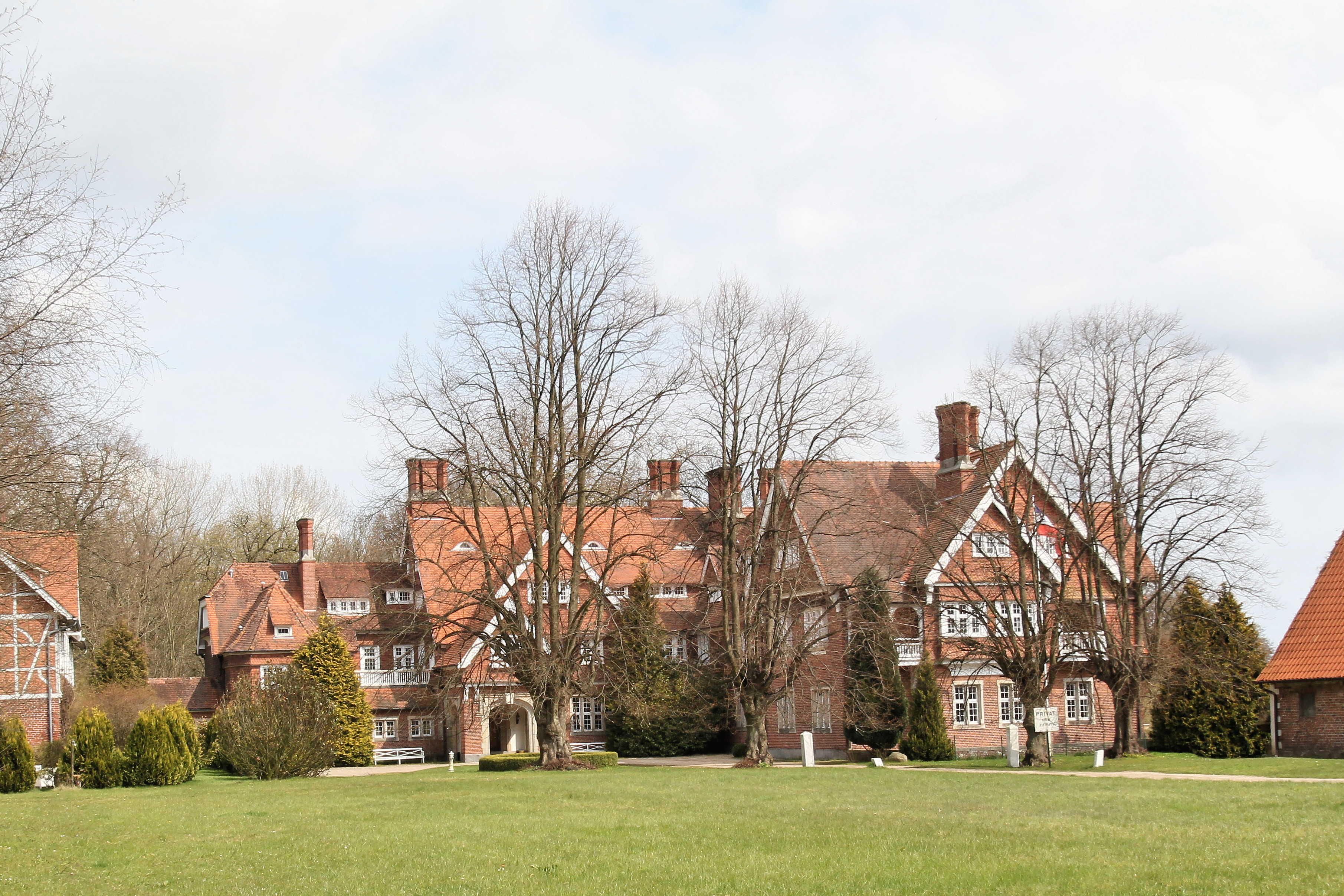
Gutshaus Hemmelmark

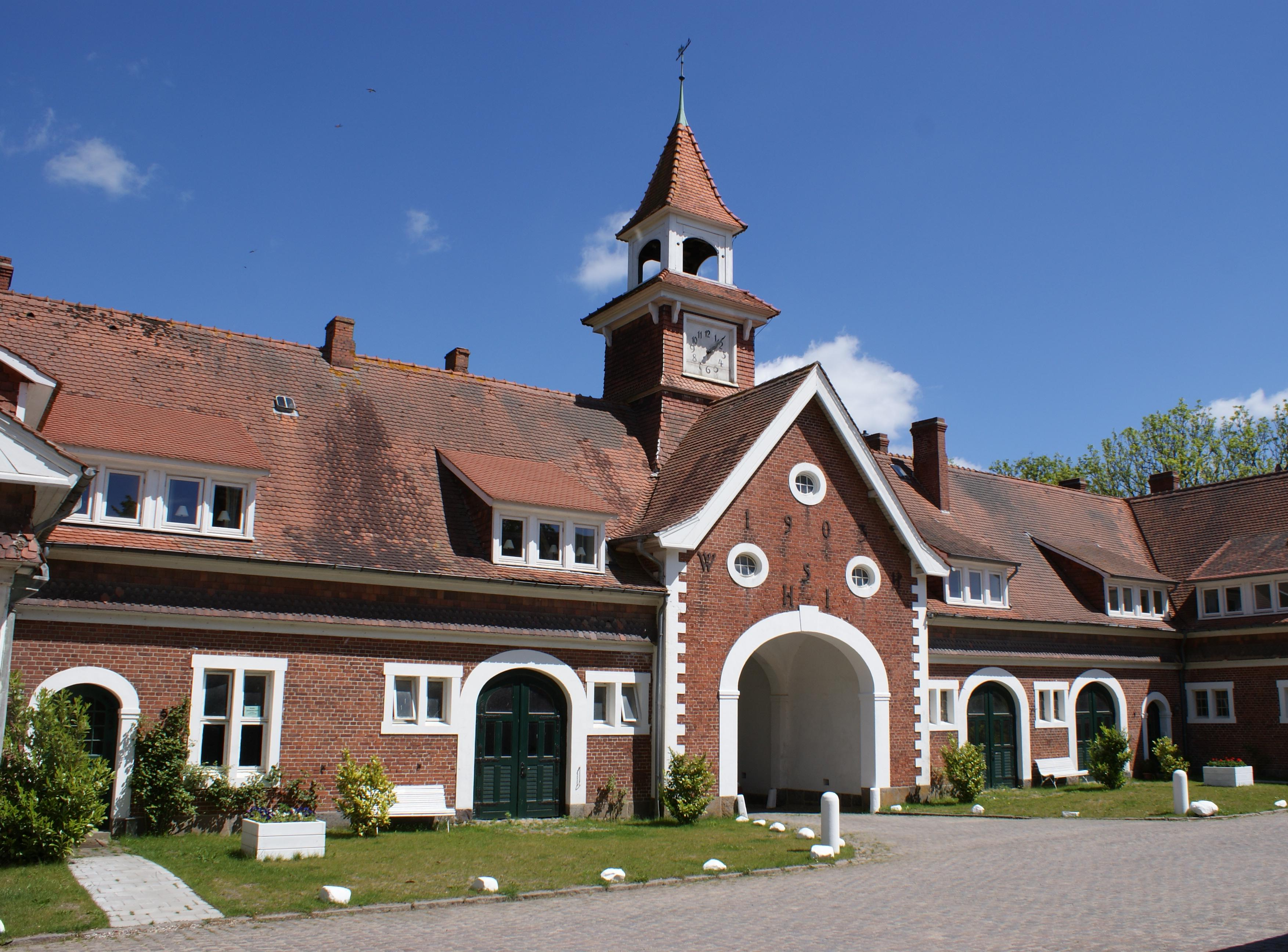
Torhaus von Gut Hemmelmark

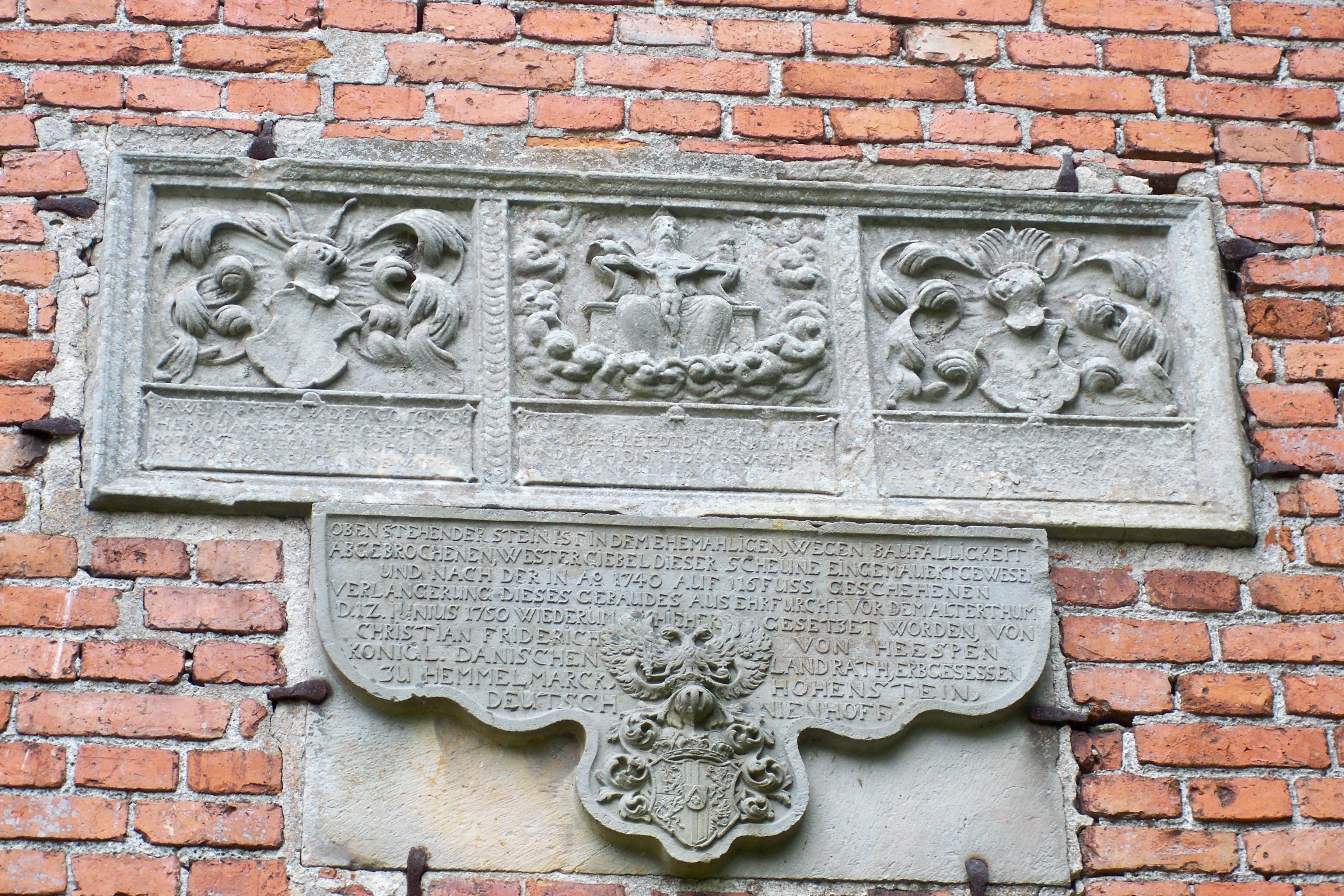
Inschrift am Gutshaus

## Geschichte
Hemmelmark war im Mittelalter ein Gut der uradligen schleswig-holsteinischen Familie Sehestedt. Schack Sehested geriet als Anhänger König Christians II. von Dänemark zwischen die Fronten und wurde von König Friedrich I. eingekerkert. Hemmelmark wurde 1527 von der Krone eingezogen. Später wurde der Besitz an den Neffen Otto Sehestedt zurückgegeben. 1728 gelangte das Gut nach mehreren Besitzerwechseln an die Familie von Heespen und die mit ihnen verschwägerte Familie von Hedemann. Nach 1817 erfolgten mehrere Besitzerwechsel.
Prinz Heinrich von Preußen kaufte das Gut 1894 als Landsitz nahe seinem Dienstort Kiel. 1903/04 ließ er von Hofbaumeister Ernst von Ihne das heutige Herrenhaus im Stil englischer Landhäuser errichten. Der Vorgängerbau aus dem frühen 18. Jahrhundert wurde abgebrochen. Prinz Heinrich, ab 1903 Chef der Marinestation Ostsee, lebte hier bis zu seinem Tod 1929. Seine Witwe, Prinzessin Irene von Preussen, starb hier 1953.
Bei einer Hausdurchsuchung auf dem Gut Hemmelmark wurden 1919 Handgranaten und Gewehre gefunden, die vermutlich der Ausrüstung eines Freikorps und einem reaktionären Umsturz der Weimarer Republik dienen sollten. Prinz Heinrich von Preußen beteiligte sich 1920 am rechtsextremen Kapp-Putsch.
Das Gut erbte Heinrichs zweiter Sohn Sigismund (1896–1978), später dessen Tochter Barbara Prinzessin von Preußen (1920–1994), die mit ihrem Mann Christian Ludwig Herzog zu Mecklenburg und der Familie auf Gut Hemmelmark wohnte.
1948 wurde hier die DRK-Schwesternschaft Elsa Brändström e. V. gegründet. Sitz der Schwesternschaft wurde jedoch Flensburg. In den Anfangsjahren befand sich deren Mutterhaus beim Marinelazarett Flensburg-Mürwik, heute befindet sich das Mutterhaus der DRK-Schwesternschaft Elsa Brändström bei der Teufelsbrücke in Flensburg-Fruerlund.
Von 1959 bis 1972 unterhielt der Johanniterorden im Herrenhaus ein Internat für Jungen und Mädchen.

## Kapelle Hemmelmark

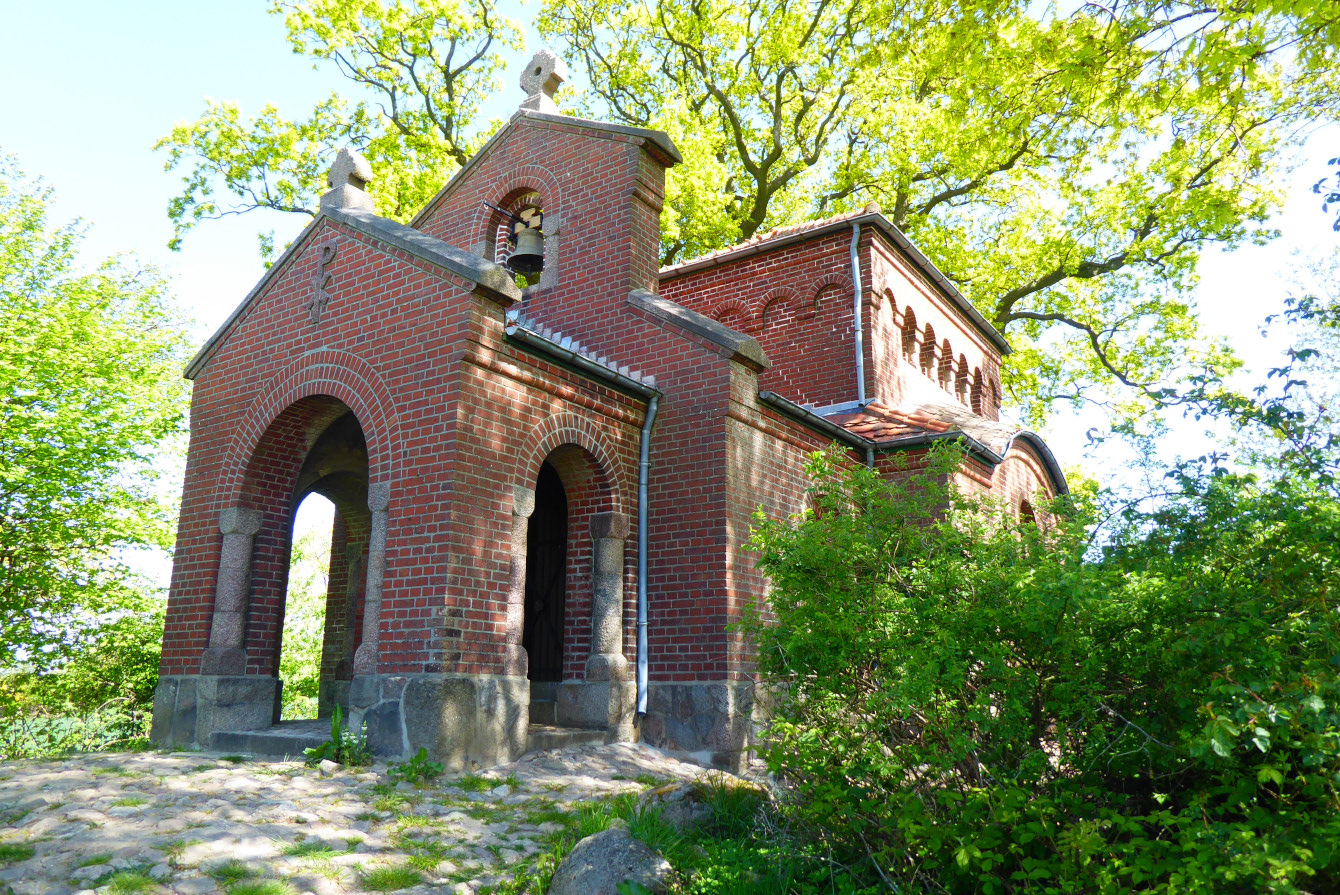
Mausoleum von Prinz Heinrich

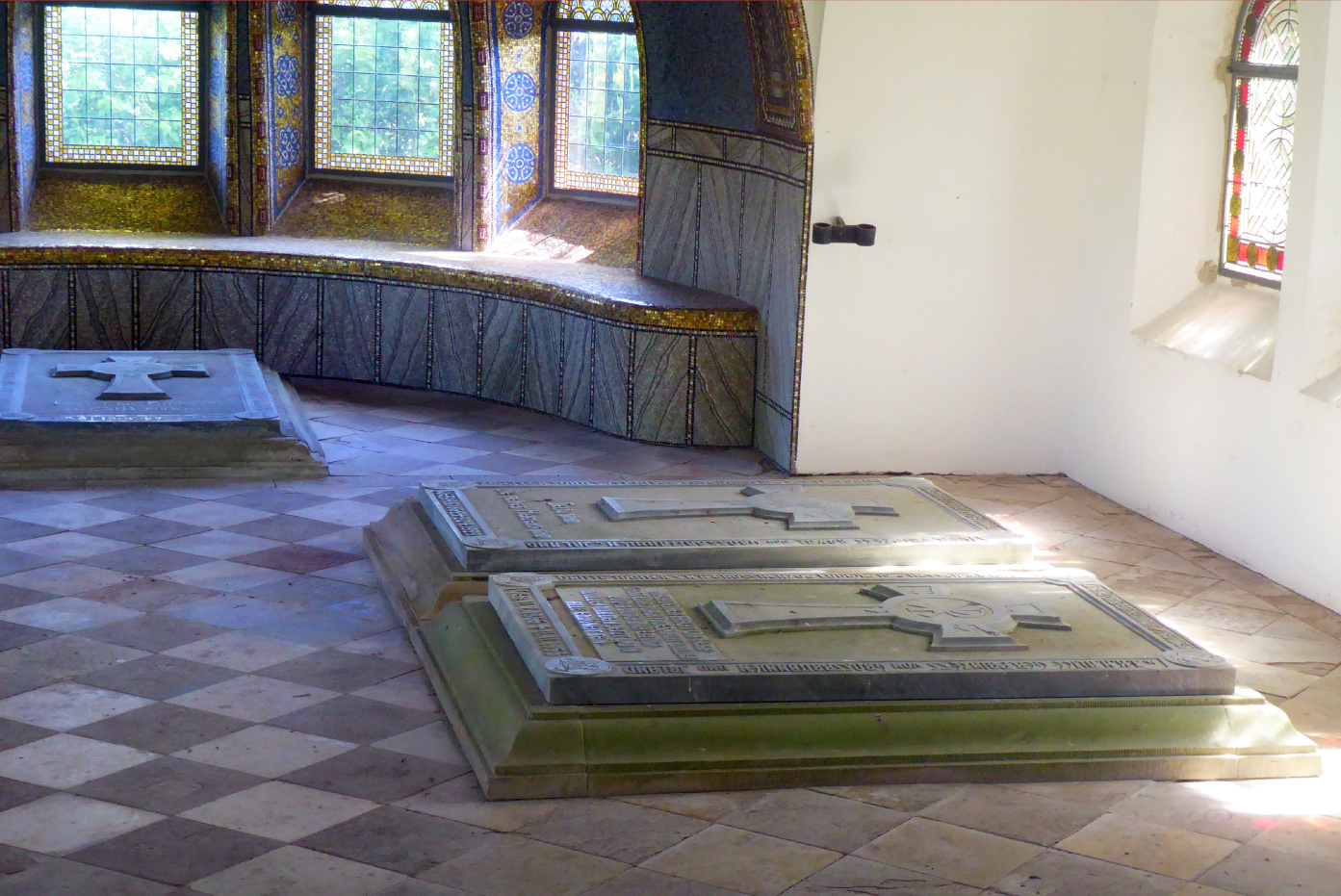
Grabstelle von Prinz Heinrich und Irene von Preußen

Als Grablege wurde eine Kapelle im byzantinischen Stil nach dem Vorbild des Mausoleums der Kaiserin Galla Placidia in Ravenna errichtet. Sie liegt auf der Feldmark zwischen Hohenstein und Hemmelmark, unmittelbar neben dem Hünengrab Hemmelmark. Die 23 Bleiglasfenster der Grabkapelle schufen die Brüder Rudolf und Otto Linnemann.